# Sc Heerenveen in het seizoen 2024/25 (vrouwen)
Het seizoen 2024/25 is het achttiende jaar in het bestaan van het Heerenveense vrouwenvoetbalelftal van sc Heerenveen
. De club komt uit in de Eredivisie en neemt ook deel aan het toernooi om de KNVB Beker.

## Selectie en technische staf

### Selectie
| Nr.             | Nat.                | Naam                | Competitie  | Competitie  | Beker       | Beker       | Totaal      | Totaal      | Seizoen bij Sc Heerenveen | Vorige club         | Contract     |
| Nr.             | Nat.                | Naam                | W           | Goal        | W           | Goal        | W           | Goal        | Seizoen bij Sc Heerenveen | Vorige club         | Contract     |
| Doelvrouwen     | Doelvrouwen         | Doelvrouwen         | Doelvrouwen | Doelvrouwen | Doelvrouwen | Doelvrouwen | Doelvrouwen | Doelvrouwen | Doelvrouwen               | Doelvrouwen         | Doelvrouwen  |
| --------------- | ------------------- | ------------------- | ----------- | ----------- | ----------- | ----------- | ----------- | ----------- | ------------------------- | ------------------- | ------------ |
| 1               | Vlag van Nederland  | Jasmijn Resink      | 22          | 0           | 2           | 0           | 24          | 0           | 3e                        | Excelsior Rotterdam | 30 juni 2025 |
| 13              | Vlag van Nederland  | Ilse van Rheenen    | 0           | 0           | 0           | 0           | 0           | 0           | 4e                        | Jeugd               | 30 juni 2025 |
| 26              | Vlag van Nederland  | Marente Germeraad   | 0           | 0           | 0           | 0           | 0           | 0           | 1e                        | Jeugd               | Contractloos |
| Verdedigsters   |                     |                     |             |             |             |             |             |             |                           |                     |              |
| 2               | Vlag van Nederland  | Dewi Snippe         | 1           | 0           | 0           | 0           | 1           | 0           | 3e                        | Jeugd               | Verhuurd     |
| 3               | Vlag van Nederland  | Fenna Meijer        | 22          | 0           | 2           | 0           | 24          | 0           | 4e                        | Jeugd               | 30 juni 2026 |
| 4               | Vlag van Nederland  | Eef Smits           | 20          | 1           | 2           | 0           | 22          | 1           | 1e                        | Jong PSV            | 30 juni 2025 |
| 5               | Vlag van Nederland  | Iris Teijema        | 12          | 0           | 0           | 0           | 12          | 0           | 4e                        | Jeugd               | 30 juni 2025 |
| 6               | Vlag van Nederland  | Chantal Schouwstra  | 22          | 0           | 2           | 0           | 24          | 0           | 2e                        | FC Carl Zeiss Jena  | 30 juni 2025 |
| 12              | Vlag van Nederland  | Indy Appelmann      | 5           | 0           | 0           | 0           | 5           | 0           | 1e                        | Jong FC Twente      | 30 juni 2025 |
| 14              | Vlag van Nederland  | Elize van Vilsteren | 21          | 0           | 2           | 0           | 23          | 0           | 4e                        | Jeugd               | 30 juni 2025 |
| 15              | Vlag van Nederland  | Helena Macleane     | 7           | 0           | 0           | 0           | 7           | 0           | 1e                        | Jong AZ             | 30 juni 2026 |
| 23              | Vlag van Nederland  | Hester Algra        | 15          | 1           | 0           | 0           | 15          | 1           | 2e                        | Jeugd               | 30 juni 2025 |
| 25              | Vlag van Nederland  | Pippa Zwart         | 0           | 0           | 0           | 0           | 0           | 0           | 2e                        | Jeugd               | Contractloos |
| 25              | Vlag van Nederland  | Marit Speek         | 0           | 0           | 0           | 0           | 0           | 0           | 1e                        | Jong FC Twente      | 30 juni 2025 |
| 29              | Vlag van Nederland  | Marjolein Smit      | 0           | 0           | 0           | 0           | 0           | 0           | 2e                        | Jeugd               | 30 juni 2026 |
| Middenveldsters |                     |                     |             |             |             |             |             |             |                           |                     |              |
| 10              | Vlag van Nederland  | Jet van Beijeren    | 18          | 3           | 2           | 1           | 20          | 4           | 4e                        | Jeugd               | 30 juni 2025 |
| 15              | Vlag van Nederland  | Zoë Brouwer         | 0           | 0           | 0           | 0           | 0           | 0           | 2e                        | VV Alkmaar          | Contractloos |
| 16              | Vlag van Nederland  | Ana Nassette        | 19          | 1           | 1           | 0           | 20          | 1           | 2e                        | PEC Zwolle          | 30 juni 2025 |
| 17              | Vlag van Nederland  | Danisha Theocharis  | 0           | 0           | 0           | 0           | 0           | 0           | 2e                        | Jeugd               | Contractloos |
| 18              | Vlag van Nederland  | Eef Kerkhof         | 22          | 2           | 2           | 0           | 24          | 2           | 1e                        | PEC Zwolle          | 30 juni 2025 |
| 21              | Vlag van Nederland  | Elfi Maass          | 22          | 2           | 2           | 0           | 24          | 2           | 1e                        | KAA Gent            | 30 juni 2025 |
| 22              | Vlag van Nederland  | Bernice Thurkow     | 0           | 0           | 0           | 0           | 0           | 0           | 3e                        | Jeugd               | 30 juni 2025 |
| 36              | Vlag van Nederland  | Juanita Biegbudu    | 0           | 0           | 0           | 0           | 0           | 0           | 3e                        | Jeugd               | Contractloos |
| 38              | Vlag van Nederland  | Ashlee Hiemstra     | 0           | 0           | 0           | 0           | 0           | 0           | 2e                        | Jeugd               | Contractloos |
| Aanvalsters     |                     |                     |             |             |             |             |             |             |                           |                     |              |
| 8               | Vlag van Nederland  | Roos de Haas        | 3           | 0           | 1           | 0           | '4          | 0           | 3e                        | Jeugd               | 30 juni 2026 |
| 9               | Vlag van Nederland  | Evi Maatman         | 22          | 9           | 2           | 0           | 24          | 9           | 1e                        | PEC Zwolle          | 30 juni 2025 |
| 11              | Vlag van Nederland  | Lyanne Iedema       | 18          | 2           | 2           | 0           | 20          | 2           | 3e                        | Jeugd               | Contractloos |
| 17              | Vlag van Nederland  | Britt Udink         | 17          | 1           | 2           | 0           | 19          | 1           | 1e                        | PEC Zwolle          | 30 juni 2026 |
| 20              | Vlag van Denemarken | Silje Stockmar      | 22          | 0           | 2           | 0           | 24          | 0           | 1e                        | Kalmar FF           | 30 juni 2025 |
| 24              | Vlag van Nederland  | Demi Werther        | 7           | 0           | 1           | 0           | 8           | 0           | 2e                        | Jeugd               | 30 juni 2025 |
| 30              | Vlag van Frankrijk  | Amber Faber         | 0           | 0           | 0           | 0           | 0           | 0           | 1e                        | Jeugd               | Contractloos |
| 32              | Vlag van Nederland  | Sanne van der Velde | 1           | 0           | 0           | 0           | 1           | 0           | 3e                        | Jeugd               | Contractloos |
| 39              | Vlag van Nederland  | Aymee Altena        | 15          | 2           | 2           | 0           | 17          | 2           | 1e                        | Jeugd               | 30 juni 2027 |
| Nr.             | Nat.                | Naam                | W           | Goal        | W           | Goal        | W           | Goal        | Seizoen bij Sc Heerenveen | Vorige club         | Contract     |
| Nr.             | Nat.                | Naam                | Competitie  | Competitie  | Beker       | Beker       | Totaal      | Totaal      | Seizoen bij Sc Heerenveen | Vorige club         | Contract     |

### Legenda
| # | Reden                                          |
| - | ---------------------------------------------- |
|   | Heeft de club in het lopende seizoen verlaten. |

### Technische staf
| Naam              | Functie      |
| ----------------- | ------------ |
| Niklas Tarvajärvi | Hoofdtrainer |

## Transfers

### Zomer

#### Aangetrokken 2024/25
| Nat.                | Naam            | Van            | Contract     | Bijzonderheden |
| ------------------- | --------------- | -------------- | ------------ | -------------- |
| Vlag van Nederland  | Indy Appelmann  | Jong FC Twente | 30 juni 2025 |                |
| Vlag van Nederland  | Eef Kerkhof     | PEC Zwolle     | 30 juni 2025 |                |
| Vlag van Nederland  | Elfi Maass      | KAA Gent       | 30 juni 2025 |                |
| Vlag van Nederland  | Evi Maatman     | PEC Zwolle     | 30 juni 2025 |                |
| Vlag van Nederland  | Helena Macleane | Jong AZ        | 30 juni 2025 |                |
| Vlag van Nederland  | Eef Smits       | Jong PSV       | 30 juni 2025 |                |
| Vlag van Nederland  | Marit Speek     | Jong FC Twente | 30 juni 2025 |                |
| Vlag van Denemarken | Silje Stockmar  | Kalmar FF      | 30 juni 2025 |                |
| Vlag van Nederland  | Britt Udink     | PEC Zwolle     | 30 juni 2025 |                |

#### Vertrokken 2024/25
| Nat.               | Naam           | Naar           | Bijzonderheden |
| ------------------ | -------------- | -------------- | -------------- |
| Vlag van Nederland | Merel Bormans  | FC Twente      |                |
| Vlag van Nederland | Lisanne Dik    | ACV Assen      |                |
| Vlag van Nederland | Janneke Ennema |                | Gestopt        |
| Vlag van Nederland | Tara Kommer    | Sparta Nijkerk |                |

### Winter

#### Aangetrokken 2024/25
| Nat. | Naam | Van | Bijzonderheden |
| ---- | ---- | --- | -------------- |
|      |      |     |                |

#### Vertrokken 2024/25
| Nat.               | Naam        | Naar          | Bijzonderheden            |
| ------------------ | ----------- | ------------- | ------------------------- |
| Vlag van Nederland | Dewi Snippe | De Graafschap | Verhuurd tot 30 juni 2025 |

## Wedstrijdstatistieken

### Oefenwedstrijden
| Oefenwedstrijd 1                                                                       | Regioselectie RKVV Bakhuizen                                                  | 0 – 7            | sc Heerenveen                                            | Opstelling sc Heerenveen |
| 3 juli 2024 Aanvangstijd: 17:30 uur Plaats: Bakhuizen Sportcomplex RKVV Bakhuizen      |                                                                               |                  | Jet van Beijeren Evi Maatman Chantal Schouwstra Onbekend | Onbekend |
| Oefenwedstrijd 2                                                                       | Regioselectie SC Joure                                                        | 0 – 17           | sc Heerenveen                                            | Opstelling sc Heerenveen |
| 9 juli 2024 Aanvangstijd: 16:00 uur Plaats: Joure Sportcomplex SC Joure                |                                                                               |                  |                                                          | Onbekend |
| Oefenwedstrijd 3                                                                       | SV Meppen                                                                     | 3 – 3            | sc Heerenveen                                            | Opstelling sc Heerenveen |
| 18 juli 2024 Aanvangstijd: 14:00 uur Plaats: Meppen                                    | Onbekend                                                                      |                  | Evi Maatman Jet van Beijeren                             | Onbekend |
| Oefenwedstrijd 5                                                                       | sc Heerenveen                                                                 | 7 – 3 (4 – 3)    | ACV                                                      | Opstelling sc Heerenveen |
| 17 augustus 2024 Aanvangstijd: 12.00 uur Plaats: Heerenveen Sportpark Skoatterwald     | Onbekend 13' 42' 45+8' 45+9' 60' 72' 89'                                      | Wedstrijdverslag | 12' Pascalle Pomper 19' Esther Makken 45+4' Marieke Hup  | |
| Oefenwedstrijd 6                                                                       | SV Saestum                                                                    | Afgelast         | sc Heerenveen                                            | Opstelling sc Heerenveen |
| 20 augustus 2024 Aanvangstijd: nnb. Plaats: Zeist Sportpark Saestum                    |                                                                               | Wedstrijdverslag |                                                          | |
| Oefenwedstrijd 7                                                                       | SV Zulte Waregem                                                              | 1 – 2            | sc Heerenveen                                            | Opstelling sc Heerenveen |
| 24 augustus 2024 Aanvangstijd: 19.00 uur Plaats: Zeist                                 | Onbekend                                                                      | Wedstrijdverslag | Onbekend                                                 | Onbekend |
| Oefenwedstrijd 8                                                                       | sc Heerenveen                                                                 | 5 – 1            | Jong Ajax                                                | Opstelling sc Heerenveen |
| 31 augustus 2024 Aanvangstijd: 14.00 uur Plaats: Lippenhuizen Sportcomplex De Kobunder | Britt Udink pen' Demi Werther Evi Maatman Aymee Altena                        | Wedstrijdverslag | Onbekend                                                 | Resink, Speek, Meijer, Macleane, Schouwstra, Kerkhof, Van Beijeren, Maass, Udink, Maatman, Werther Invalsters: Algra, Iedema, Altena, Van Vilsteren, Van der Velde |
| Oefenwedstrijd 9                                                                       | sc Heerenveen                                                                 | Afgelast         | Excelsior                                                | Opstelling sc Heerenveen |
| 8 september 2024 Aanvangstijd: - Plaats: Heerenveen Sportpark Skoatterwald             |                                                                               | Wedstrijdverslag |                                                          | |
| Oefenwedstrijd 10                                                                      | sc Heerenveen                                                                 | 2 – 2            | Telstar                                                  | Opstelling sc Heerenveen |
| 14 september 2024 Aanvangstijd: 14.00 uur Plaats: Zwolle Sportpark De Vegtlust         | Onbekend                                                                      | Wedstrijdverslag | Chinatsu Kira Isa Gomez                                  | Onbekend |
| Oefenwedstrijd 11                                                                      | PEC Zwolle                                                                    | 2 – 0            | sc Heerenveen                                            | Opstelling sc Heerenveen |
| 14 september 2024 Aanvangstijd: 14.00 uur Plaats: Zwolle Sportpark De Vegtlust         | Onbekend                                                                      | Wedstrijdverslag |                                                          | Onbekend |
| Oefenwedstrijd 12                                                                      | FC Utrecht                                                                    | 2 – 0            | sc Heerenveen                                            | Opstelling sc Heerenveen |
| 20 september 2024 Aanvangstijd: 14.00 uur Plaats: Utrecht Sportcomplex Zoudenbalch     | Amber Visscher Sam de Jong                                                    | Wedstrijdverslag |                                                          | Onbekend |
| Oefenwedstrijd 13                                                                      | SG Essen-Schönebeck                                                           | 2 – 3            | sc Heerenveen                                            | Opstelling sc Heerenveen |
| 24 oktober 2024 Aanvangstijd: 14:00 uur Plaats: Enschede Sportpark Schreurserve        | Paulina Platner Leonie Köpp                                                   |                  | Onbekend                                                 | Onbekend |
| Oefenwedstrijd 14                                                                      | Jong Ajax                                                                     | 1 – 3            | sc Heerenveen                                            | Opstelling sc Heerenveen |
| 11 januari 2025 Aanvangstijd: Onbekend Plaats: Amsterdam Sportpark De Toekomst         | Onbekend                                                                      |                  | Onbekend                                                 | Onbekend |
| Oefenwedstrijd 15                                                                      | AZ                                                                            | 5 – 1            | sc Heerenveen                                            | Opstelling sc Heerenveen |
| 3 april 2025 Aanvangstijd: Onbekend Plaats: Wijdewormer AFAS Trainingscomplex          | Desiree van Lunteren Fieke Kroese Bo op de Weegh Ilvy Zijp Karlijn Woons      |                  | Onbekend                                                 | Onbekend |
| Oefenwedstrijd 16                                                                      | FC Twente                                                                     | 5 – 2 (0 – 0)    | sc Heerenveen                                            | Opstelling FC Twente |
| 25 april 2025 Aanvangstijd: 12.15 uur Plaats: Heino Sportpark De Kampen                | Imre van der Vegt 9', 57' Amanda Andradóttir 24' Nikée van Dijk 36' (pen) 42' | Wedstrijdverslag | 43' Hester Algra 80' (pen) Evi Maatman                   | Onbekend |

### Eredivisie
|       | ADO Den Haag | AFC Ajax | AZ    | Excelsior | Feyenoord | Fortuna Sittard | PEC Zwolle | PSV   | Telstar | FC Twente | FC Utrecht |
| ----- | ------------ | -------- | ----- | --------- | --------- | --------------- | ---------- | ----- | ------- | --------- | ---------- |
| Thuis | 1 – 3        | 1 – 4    | 2 – 3 | 5 – 1     | 0 – 3     | 1 – 0           | 1 – 2      | 0 – 1 | 3 – 1   | 0 – 4     | 2 – 3      |
| Uit   | 0 – 1        | 5 – 1    | 1 – 0 | 1 – 1     | 1 – 0     | 1 – 1           | 2 – 2      | 5 – 1 | 2 – 0   | 3 – 0     | 2 – 1      |

| Speelronde 1                                                                        | sc Heerenveen                                                                           | 1 – 3 (0 – 3)    | ADO Den Haag | Opstelling sc Heerenveen |
| 28 september 2024 Aanvangstijd: 16.30 uur Plaats: Heerenveen Sportpark Skoatterwald | Hester Algra 80' Britt Udink 81'                                                        | Wedstrijdverslag | 6', 8' Lobke Loonen 13' Manon van Raay 59' Cheyenne van den Goorbergh 81' Annouk Boshuizen                             | Resink, Van Vilsteren ( 76' Werther), Meijer, Appelmann, Schouwstra, Nassette ( 46' Algra), Kerkhof, Maass, Udink, Maatman, Iedema ( 46' Stockmar)                                        |
| Speelronde 2                                                                        | Excelsior                                                                               | 1 – 1 (0 – 1)    | sc Heerenveen | Opstelling sc Heerenveen |
| 6 oktober 2024 Aanvangstijd: 12.15 uur Plaats: Rotterdam Van Donge & De Roo Stadion | Sabrine Ellouzi 80' Yara Helderman 88' Dana Breewel 89'                                 | Wedstrijdverslag | 45+1' Evi Maatman 89' Demi Werther                                                                                     | Resink, Van Vilsteren, Meijer, Appelmann ( 86' Werther), Schouwstra, Algra ( 46' Van Beijeren), Kerkhof, Maass, Stockmar, Maatman ( 86' Nassette), Iedema ( 70' Udink)                    |
| Speelronde 3                                                                        | sc Heerenveen                                                                           | 0 – 1 (0 – 0)    | PSV | Opstelling sc Heerenveen |
| 13 oktober 2024 Aanvangstijd: 12.15 uur Plaats: Heerenveen Sportpark Skoatterwald   |                                                                                         | Wedstrijdverslag | 17' Riola Xhemaili | Resink, Van Vilsteren, Meijer, Smits, Schouwstra, Kerkhof, Van Beijeren, Maass, Algra ( 67' Iedema), Maatman ( 67' Udink), Stockmar                                                       |
| Speelronde 4                                                                        | Fortuna Sittard                                                                         | 1 – 1 (1 – 1)    | sc Heerenveen | Opstelling sc Heerenveen |
| 19 oktober 2024 Aanvangstijd: 16.30 uur Plaats: Sittard Fortuna Sittard Stadion     | Rosa van Wershoven 7'                                                                   | Wedstrijdverslag | 30' Elfi Maass 90+2' Jet van Beijeren                                                                                  | Resink, Van Vilsteren, Meijer, Smits, Schouwstra, Algra ( 46' Werther), Kerkhof, Maass, Stockmar, Van Beijeren, Iedema ( 68' Maatman)                                                     |
| Speelronde 5                                                                        | sc Heerenveen                                                                           | 0 – 3 (0 – 3)    | Feyenoord | Opstelling sc Heerenveen |
| 2 november 2024 Aanvangstijd: 16.30 uur Plaats: Heerenveen Abe Lenstra Stadion      | Eef Smits 90+1'                                                                         | Wedstrijdverslag | 10' Esmee de Graaf 67' Jada Conijnenberg 80' Toko Koga                                                                 | Resink, Van Vilsteren ( 87' Teijema), Meijer, Smits, Schouwstra, Werther ( 46' Maatman), Kerkhof, Maass ( 87' Nassette), Stockmar ( 70' Algra), Van Beijeren, Iedema ( 70' Udink)         |
| Speelronde 6                                                                        | FC Utrecht                                                                              | 2 – 1 (1 – 1)    | sc Heerenveen | Opstelling sc Heerenveen |
| 10 november 2024 Aanvangstijd: 12.15 uur Plaats: Utrecht Sportcomplex Zoudenbalch   | Maxime Snellenberg 16' Nikita Tromp 47' Sophie Cobussen 90+2' Amber Visscher 90+3'      | Wedstrijdverslag | 1' Lyanne Iedema 85' Jet van Beijeren                                                                                  | Resink, Van Vilsteren ( 62' Teijema), Meijer, Smits, Schouwstra, Stockmar ( 72' Udink), Kerkhof, Maass ( 81' Nassette), Iedema, Maatman ( 81' Algra), Van Beijeren                        |
| Speelronde 7                                                                        | sc Heerenveen                                                                           | 3 –1 (3 – 1)     | Telstar | Opstelling sc Heerenveen |
| 17 november 2024 Aanvangstijd: 12.15 uur Plaats: Heerenveen Sportpark Skoatterwald  | Elfi Maass 6' Eef Kerkhof 9' 58' Jet van Beijeren 30' Lyanne Iedema 35'                 | Wedstrijdverslag | 5' Chinatsu Kira 18' Soraya Verhoeve                                                                                   | Resink, Teijema ( 67' Van Vilsteren), Meijer, Smits, Schouwstra, Kerkhof, Van Beijeren, Maass ( 77' Nassette), Stockmar ( 68' Udink), Maatman, Iedema ( 84' Algra)                        |
| Speelronde 8                                                                        | AZ                                                                                      | 1 – 0 (0 – 0)    | sc Heerenveen | Opstelling sc Heerenveen |
| 24 november 2024 Aanvangstijd: 12.15 uur Plaats: Wijdewormer AFAS Trainingscomplex  | Romaissa Boukakar 42' Desiree van Lunteren 87' Camie Mol 90+4' Bo op de Weegh 90+5'     | Wedstrijdverslag | 33' Eef Smits 45' Lyanne Iedema 84' Iris Teijema                                                                       | Resink, Teijema, Meijer, Smits, Schouwstra, Kerkhof, Van Beijeren, Maass ( 70' Nassette), Stockmar ( 46' Udink), Maatman ( 90+2' Altena), Iedema ( 70' Algra)                             |
| Speelronde 9                                                                        | sc Heerenveen                                                                           | 0 – 4 (0 – 1)    | FC Twente | Opstelling sc Heerenveen |
| 7 december 2024 Aanvangstijd: 14.00 uur Plaats: Heerenveen Sportpark Skoatterwald   |                                                                                         | Wedstrijdverslag | 45+1' Kayleigh van Dooren 51' Amanda Andradóttir 60' Jaimy Ravensbergen 90+2' Rose Ivens                               | Resink, Teijema, Meijer, Smits, Schouwstra, Kerkhof, Van Beijeren ( 78' Nassette), Maass ( 87' Snippe), Stockmar ( 78' Van Vilsteren), Maatman ( 61' Altena), Algra ( 61' Werther)        |
| Speelronde 10                                                                       | sc Heerenveen                                                                           | 1 – 4 (1 – 1)    | Ajax | Opstelling sc Heerenveen |
| 15 december 2024 Aanvangstijd: 12.15 uur Plaats: Heerenveen Sportpark Skoatterwald  | Evi Maatman 4'                                                                          | Wedstrijdverslag | 19' Nadine Noordam 50', 78' Danique Tolhoek 83' Quinty Sabajo                                                          | Resink, Teijema ( 66' Altena), Meijer, Smits, Schouwstra, Nassette ( 66' Van Vilsteren), Kerkhof, Maass, Stockmar ( 84' Werther), Maatman ( 84' Udink), Algra ( 66' Iedema)               |
| Speelronde 11                                                                       | PEC Zwolle                                                                              | 2 – 2 (1 – 1)    | sc Heerenveen | Opstelling sc Heerenveen |
| 21 december 2024 Aanvangstijd: 14.00 uur Plaats: Zwolle Sportpark de Vegtlust       | Kely Pruim 34' Mayke Lindner 90+3'                                                      | Wedstrijdverslag | 38' Evi Maatman 61' Aymee Altena                                                                                       | Resink, Nassette ( 77' Van Vilsteren), Meijer, Smits, Teijema, Van Beijeren, Kerkhof ( 83' Schouwstra), Maass, Altena ( 77' Iedema), Maatman ( 83' Udink), Algra ( 83' Stockmar)          |
| Speelronde 12                                                                       | Feyenoord                                                                               | 1 – 0 (0 – 0)    | sc Heerenveen | Opstelling sc Heerenveen |
| 19 januari 2025 Aanvangstijd: 16.46 uur Plaats: Rotterdam Sportcomplex Varkenoord   | Kirsten van de Westeringh 66'                                                           | Wedstrijdverslag | | Resink, Van Vilsteren, Smits, Meijer, Teijema ( 78' Macleane), Van Beijeren, Schouwstra ( 67' Kerkhof), Maass, Altena, Maatman ( 85' Stockmar), Iedema ( 67' Algra)                       |
| Speelronde 13                                                                       | sc Heerenveen                                                                           | 1 – 0(0 – 0)     | Fortuna Sittard | Opstelling sc Heerenveen |
| 26 januari 2025 Aanvangstijd: 12.15 uur Plaats: Heerenveen Sportpark Skoatterwald   | Elfi Maass 5' Jet van Beijeren 56' Evi Maatman 83'                                      | Wedstrijdverslag | 39' Isa Dekker | Resink, Van Vilsteren, Meijer, Smits, Teijema ( 70' Schouwstra), Iedema ( 70' Stockmar), Kerkhof, Maass, Altena ( 62' Udink), Van Beijeren, Maatman ( 90+1' Nassette)                     |
| Speelronde 14                                                                       | sc Heerenveen                                                                           | 5 – 1 (3 – 0)    | Excelsior | Opstelling sc Heerenveen |
| 1 februari 2025 Aanvangstijd: 14.00 uur Plaats: Heerenveen Sportpark Skoatterwald   | Aymee Altena 9' Eef Kerkhof 13' Elfi Maass 21' Eef Smits 62' Jet van Beijeren 79' 90+7' | Wedstrijdverslag | 78' (e.d.) Fenna Meijer                                                                                                | Resink, Van Vilsteren, Meijer, Smits, Teijema ( 46' Macleane), Van Beijeren, Kerkhof ( 63' Udink), Maass ( 76' Nassette), Altena ( 63' Schouwstra), Maatman, Iedema ( 63' Stockmar)       |
| Speelronde 15                                                                       | ADO Den Haag                                                                            | 0 – 1 (0 – 0)    | sc Heerenveen | Opstelling sc Heerenveen |
| 8 februari 2025 Aanvangstijd: 14.00 uur Plaats: Den Haag Bingoal Stadion            | Jet van Mierlo 82' Daniëlle Noordermeer 89'                                             | Wedstrijdverslag | 57' Ana Nassette 73' Demi Werther 90+2' Chantal Schouwstra                                                             | Resink, Van Vilsteren, Meijer, Smits, Teijema ( 46' Nassette), Kerkhof, Schouwstra ( 90+5' Macleane), Maass, Altena ( 64' Stockmar), Maatman, Iedema ( 64' Werther)                       |
| Speelronde 17                                                                       | Ajax                                                                                    | 5 – 1 (3 – 0)    | sc Heerenveen | Opstelling sc Heerenveen |
| 9 maart 2025 Aanvangstijd: 12.15 uur Plaats: Amsterdam Sportpark De Toekomst        | Danique Noordman 28' Rosa van Gool 34' Tiny Hoekstra 41', 90+3' Danique Tolhoek 55'     | Wedstrijdverslag | 72' Silje Stockmar 78' Evi Maatman                                                                                     | Resink, Van Vilsteren ( 87' Appelmann), Meijer, Smits, Schouwstra ( 76' De Haas), Kerkhof, Van Beijeren, Maass ( 63' Stockmar), Altena ( 46' Iedema), Maatman, Nassette ( 46' Macleane)   |
| Speelronde 18                                                                       | FC Twente                                                                               | 3 – 0 (0 – 0)    | sc Heerenveen | Opstelling sc Heerenveen |
| 23 maart 2025 Aanvangstijd: 12.15 uur Plaats: Enschede Sportpark Schreurserve       | Jaimy Ravensbergen 47' Chantal Schouwstra 52' (e.d.) Nikée van Dijk 57'                 | Wedstrijdverslag | | Resink, Van Vilsteren, Meijer, Smits, Schouwstra ( 78' Macleane), Kerkhof ( 64' Nassette), Van Beijeren, Maass ( 78' Van der Velde), Stockmar ( 64' Iedema), Maatman, Udink ( 64' Altena) |
| Speelronde 16 (inhaalduel)                                                          | sc Heerenveen                                                                           | 2 – 3 (2 – 1)    | AZ | Opstelling sc Heerenveen |
| 26 maart 2025 Aanvangstijd: 19.00 uur Plaats: Heerenveen Sportpark Skoatterwald     | Evi Maatman 10' Jet van Beijeren 18' Fenna Meijer 69'                                   | Wedstrijdverslag | 3' Robin Blom 41' Ilvy Zijp 52' Fieke Kroese 60' Desiree van Lunteren 71' Manique de Vette                             | Resink, Van Vilsteren, Smits, Meijer, Schouwstra ( 74' Nassette), Van Beijeren, Kerkhof, Maass, Stockmar ( 74' Iedema), Maatman, Udink ( 60' Altena)                                      |
| Speelronde 19                                                                       | sc Heerenveen                                                                           | 1 – 2 (1 – 1)    | PEC Zwolle | Opstelling sc Heerenveen |
| 30 maart 2025 Aanvangstijd: 16.45 uur Plaats: Heerenveen Sportpark Skoatterwald     | Britt Udink 18' 30'                                                                     | Wedstrijdverslag | 18' Kely Pruim 18' Hanna Huizenga 24' Zoë Zuidberg 36' Ilse Kemper 69' Sterre Kroezen 75' Inge Tijink 90' Inske Weiman | Resink, Van Vilsteren, Smits, Meijer, Nassette ( 75' De Haas), Van Beijeren ( 61' Schouwstra), Kerkhof, Maass ( 61' Macleane), Stockmar ( 61' Altena), Maatman, Udink ( 75' Algra)        |
| Speelronde 20                                                                       | PSV                                                                                     | 5 – 1 (0 – 0)    | sc Heerenveen | Opstelling sc Heerenveen |
| 20 april 2025 Aanvangstijd: 16.45 uur Plaats: Eindhoven PSV Campus De Herdgang      | Riola Xhemaili 50' Renate Jansen 59', 75' Fenna Kalma 64', 90+1'                        | Wedstrijdverslag | 48' Evi Maatman 66' Chantal Schouwstra 86' Silje Stockmar                                                              | Resink, Van Vilsteren ( 81' Macleane), Meijer, Smits, Appelmann ( 59' Nassette), Schouwstra, Kerkhof ( 71' Teijema), Maass ( 81' De Haas), Stockmar, Maatman, Udink ( 59' Altena)         |
| Speelronde 21                                                                       | sc Heerenveen                                                                           | 2 – 3 (1 – 3)    | FC Utrecht | Opstelling sc Heerenveen |
| 3 mei 2025 Aanvangstijd: 14.00 uur Plaats: Heerenveen Sportpark Skoatterwald        | Evi Maatman 11', 54' Elfi Maass 27' Fenna Meijer 68'                                    | Wedstrijdverslag | 6' Tami Groenendijk 14' Merel Bormans 45+1' Lotje de Keijzer 71' Lobke Loonen                                          | Resink, Van Vilsteren, Meijer, Smits, Appelmann ( 46' Nassette), Schouwstra, Kerkhof, Maass ( 64' Van Beijeren), Stockmar ( 46' Algra), Maatman, Altena ( 64' Udink)                      |
| Speelronde 22                                                                       | Telstar                                                                                 | 2 – 0 (0 – 0)    | sc Heerenveen | Opstelling sc Heerenveen |
| 17 mei 2025 Aanvangstijd: 14.00 uur Plaats: Velsen-Zuid 711 Stadion                 | Nicci Berrevoets 71' Jannette van Belen 82' Puck Donker 89'                             | Wedstrijdverslag | 89' Britt Udink | Resink, Van Vilsteren, Meijer, Smits, Nassette ( 79' Stockmar), Kerkhof, Van Beijeren ( 73' Van Beijeren), Maas, Algra ( 62' Iedema), Maatman, Altena ( 62' Udink)                        |

### KNVB Beker
| Achtste Finales                                                                    | sc Heerenveen | 1 – 1 (0 – 0) (5 – 4 na penalty's) | PEC Zwolle | Opstelling sc Heerenveen |
| 14 februari 2025 Aanvangstijd: 19.30 uur Plaats: Heerenveen Sportpark Skoatterwald | Jet van Beijeren 90' Jet van Beijeren Elfi Maass Chantal Schouwstra Britt Udink Fenna Meijer Eef Smits Roos de Haas | Wedstrijdverslag                   | 78' Sterre Kroezen 109' Kely Pruim Sterre Kroezen Naomi Hilhorst Kely Pruim Mayke Lindner Inge Tijink Vita van der Linden Ilse Kemper | Resink, Van Vilsteren, Smits, Meijer, Nassette ( 84' Stockmar), Van Beijeren, Kerkhof, Maass, Altena ( 65' Werther) ( 118' Udink), Maatman ( 106' De Haas), Iedema ( 46' Schouwstra) |
| Kwartfinales                                                                       | sc Heerenveen | 0 – 3 (0 – 0)                      | Feyenoord | Opstelling sc Heerenveen |
| 14 maart 2025 Aanvangstijd: 19.30 uur Plaats: Heerenveen Sportpark Skoatterwald    | Evi Maatman 87' | Wedstrijdverslag                   | 62' Ella Van Kerkhoven 67' Noëlle van der Sluijs 68' Van de Lavoir 70' Sanne Koopman                                                  | Resink, Van Vilsteren, Smits, Meijer, Schouwstra, Van Beijeren, Kerkhof ( 77' Iedema), Maass, Udink ( 73' Altena), Maatman, Stockmar                                                 |

## Statistieken sc Heerenveen 2024/2025

### Tussenstand sc Heerenveen in de Nederlandse Eredivisie Vrouwen 2024 / 2025
| Stand | Gespeeld | Gewonnen | Gelijk | Verloren | Punten | Doelpunten voor | Doelpunten tegen | Gele kaarten | Rode kaarten |
| ----- | -------- | -------- | ------ | -------- | ------ | --------------- | ---------------- | ------------ | ------------ |
| 9e    | 22       | 4        | 3      | 15       | 15     | 24              | 48               | 21           | 0            |

### Topscorers
| #              | Naam             | Goal |
| -------------- | ---------------- | ---- |
| 1.             | Evi Maatman      | 9    |
| 2.             | Jet van Beijeren | 3    |
| 3.             | Aymee Altena     | 2    |
| 3.             | Eef Kerkhof      | 2    |
| 3.             | Lyanne Iedema    | 2    |
| 3.             | Elfi Maass       | 2    |
| 7.             | Hester Algra     | 1    |
| 7.             | Elfi Maass       | 1    |
| 7.             | Ana Nassette     | 1    |
| 7.             | Britt Udink      | 1    |
| Eigen doelpunt |                  |      |
|                |                  |      |
| Totaal         | Totaal           | 24   |

| #      | Naam             | Goal |
| ------ | ---------------- | ---- |
| 1.     | Jet van Beijeren | 1    |
| Totaal | Totaal           | 1    |

| #      | Naam               | Goal |
| ------ | ------------------ | ---- |
| 1.     | Evi Maatman        | 7    |
| 2.     | Jet van Beijeren   | 4    |
| 3.     | Hester Algra       | 1    |
| 3.     | Aymee Altena       | 1    |
| 3.     | Chantal Schouwstra | 1    |
| 3.     | Britt Udink        | 1    |
| 3.     | Demi Werther       | 1    |
|        | Onbekend           | 28   |
| Totaal | Totaal             | 44   |

### Kaarten
| #      | Naam               | Kreeg geel |
| ------ | ------------------ | ---------- |
| 1.     | Jet van Beijeren   | 4          |
| 2.     | Elfi Maass         | 3          |
| 2.     | Britt Udink        | 3          |
| 4.     | Fenna Meijer       | 2          |
| 4.     | Chantal Schouwstra | 2          |
| 4.     | Eef Smits          | 2          |
| 4.     | Silje Stockmar     | 2          |
| 4.     | Demi Werther       | 2          |
| 9.     | Lyanne Iedema      | 1          |
| 9.     | Iris Teijema       | 1          |
| Totaal | Totaal             | 21         |

| #      | Naam   | Kreeg voor de tweede keer geel en dus rood |
| ------ | ------ | ------------------------------------------ |
| –      |        | 0                                          |
| Totaal | Totaal | 0                                          |

| #      | Naam   | Weggestuurd |
| ------ | ------ | ----------- |
| 1.     |        |             |
| Totaal | Totaal | '           |

## Voetnoten
ADO Den Haag · 
Ajax · 
AZ · 
Excelsior · 
Feyenoord · 
Fortuna Sittard · 
sc Heerenveen · 
PEC Zwolle · 
PSV · 
Telstar · 
FC Twente · 
FC Utrecht